# 石仙桃
石仙桃（学名：Pholidota chinensis）为兰科石仙桃属下的一个种。模式标本采自中国香港。